# ميتابيتتشوان لاك آ لا كرويكس (كيبك)
ميتابيتتشوان لاك آ لا كرويكس (بالإنجليزية: Métabetchouan–Lac-à-la-Croix, Quebec)‏ هي بلدية محلية في كيبيك تقع في كندا في Lac-Saint-Jean-Est Regional County Municipality. يقدر عدد سكانها بـ 4,097 نسمة ومساحتها 193.80 كم2 .